# كلايد ماثيوز
كلايد ماثيوز (بالإنجليزية: Clyde Matthews)‏ هو مدير فني أمريكي، ولد في 22 ديسمبر 1878 في أوربانا في الولايات المتحدة، وتوفي في 29 ديسمبر 1929 في تشامبيغن في الولايات المتحدة.